# Serapeum de Carthage
Le Serapeum de Carthage était un temple situé dans la ville de Carthage (actuelle Tunisie), plus précisément un sérapéum, sanctuaire dédié à des divinités gréco-égyptiennes.
Le temple est découvert et fouillé au XIXe siècle plus précisément dans les années 1870. Le produit des fouilles a été éparpillé entre diverses institutions culturelles et collections privées.

## Localisation

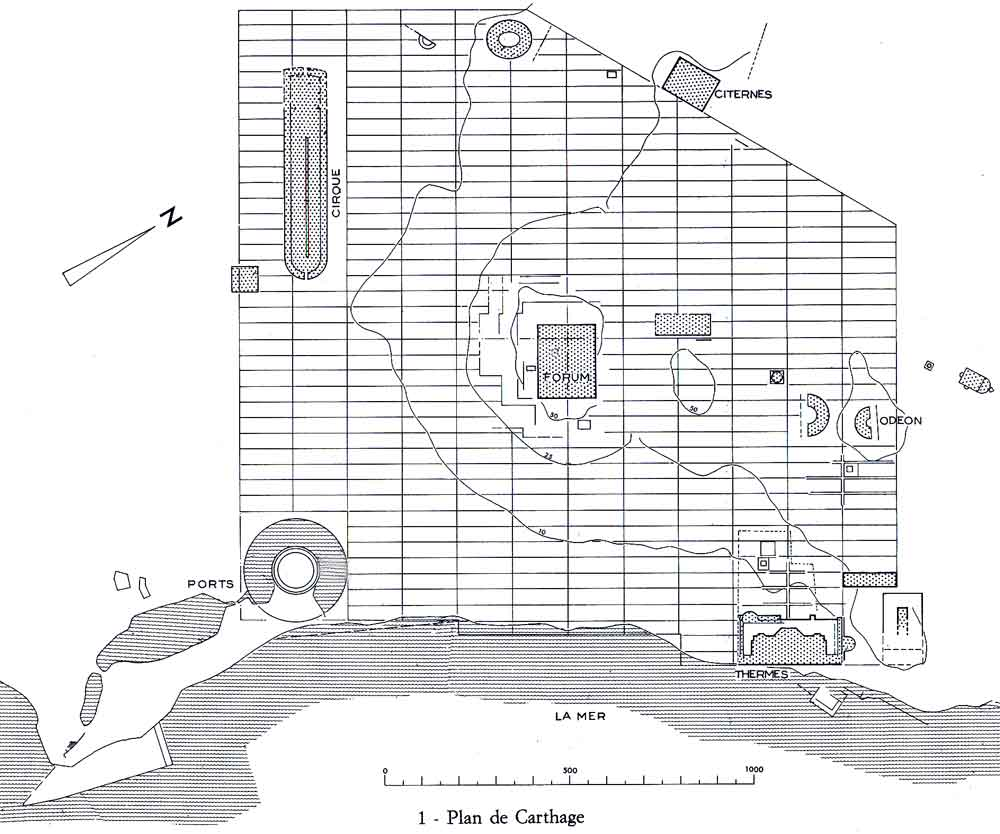
Plan de la Carthage romaine avec localisation des insulae.

Le sanctuaire est difficile à localiser car la topographie de la ville a radicalement changé.
Le site du serapeum était contigu à celui de la nécropole punique de Douïmès.
La cadastration de la ville romaine de Carthage est bien connue depuis les travaux de Charles Saumagne et réalisée de manière « rigoureuse et systématique » en dépit du relief. Le serapeum est installé non loin du quartier des villas romaines.
Le serapeum était situé entre le cardo IX et X et non loin du decumanus III, dans l'actuelle rue Tanit ou non loin du boulevard de l'Environnement.

## Histoire

### Histoire antique
Même si l'existence du sanctuaire n'est longtemps pas prouvée, les découvertes épigraphiques tant en grec qu'en latin ont pu supposer sa présence en particulier les travaux de Stéphane Gsell.
Le sanctuaire est bâti au début du IIe siècle dans « un quartier encore peu densément occupé ». Les constructions au Haut-Empire romain respectent l'orientation de la cadastration et les plus importantes occupaient des lots ou insulae.
Tertullien évoque un vicus Isidis dans son ouvrage De Idolatria, 20-2, « à propos de l'interdiction faite aux chrétiens de nommer les divinités païennes ». Le nom du vicus était lié à l'activité du secteur ou à un édifice important.
Carthage comportait peut-être plusieurs temples consacrés à Isis.
Le secteur comportait une activité d'artisanat de potiers. Au nord de cette zone se situait un secteur d'habitat appelé aujourd'hui « quartier des villas romaines » et également les édifices de spectacles, le théâtre et l'odéon. Dans l'actuel parc des thermes d'Antonin, les fouilles d'une villa ont permis de découvrir une cachette comportant des statues dont celle d'une prêtresse d'Isis, une statue de Cérès et deux prêtresses de cette divinité, ainsi qu'une statue d'Isis désormais perdue. Une lampe à motifs isiaques est retrouvée dans le secteur au tout début du XXe siècle.

### Redécouverte et travaux récents

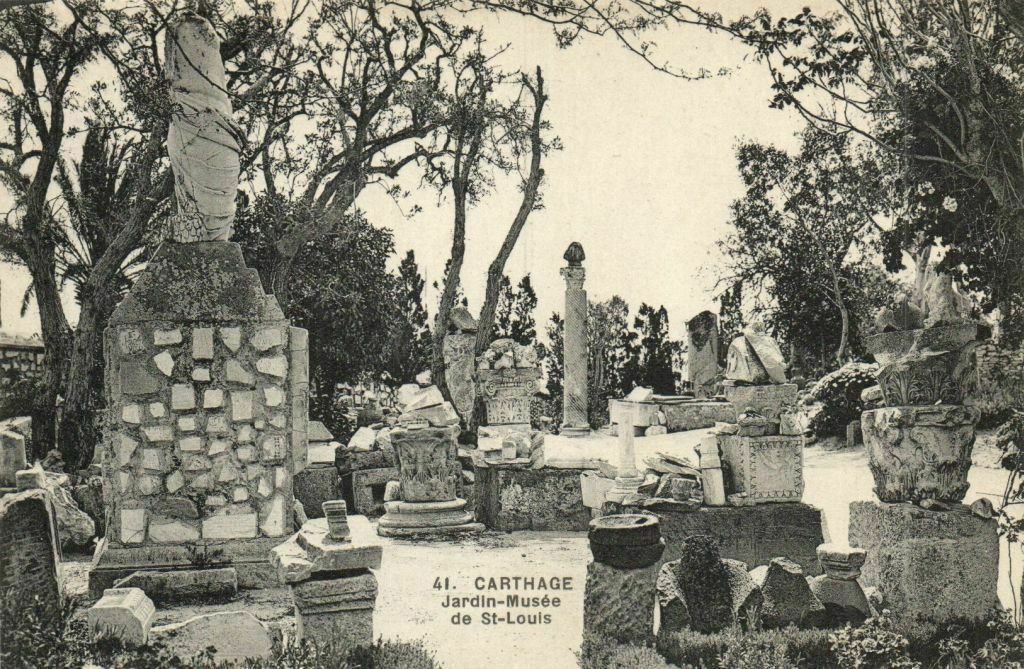
Vue des vestiges archéologiques exposés dans le jardin de la chapelle Saint-Louis de Carthage au début du XXe siècle.

Le sanctuaire est découvert par hasard par Jean-Baptiste Évariste Charles Pricot de Sainte-Marie, premier drogman au consulat général de France de Tunis et chargé de collecter des inscriptions puniques. Les fouilles sont effectuées sur le site à la suite de la découverte d'un pilier cédé au musée du Louvre. Les œuvres retrouvées sont déposées dans l'antiquarium entourant la chapelle Saint-Louis, dans l'attente d'une décision de transfert qui pose problème du fait des coûts. Sainte-Marie prévoit l'envoi des stèles puniques à la Bibliothèque nationale et de la statue de l'impératrice Sabine au musée du Louvre. La tête de Sérapis envoyée au Louvre est retrouvée en décembre 1873.
Les artefacts retrouvés lors des fouilles du temple sont répartis entre le musée national du Bardo, le musée national de Carthage, le musée des antiquités d'Alger et le musée du Louvre,. L'envoi vers Alger en 1875 est lié à une subvention du gouvernement général de l'Algérie.
Fin 1880, des carriers tunisiens découvrent d'autres artefacts qui sont acquis par un propriétaire à l'Ariana, un certain Marchant. Parmi ces découvertes figure une tête monumentale de Sérapis.
Alfred Louis Delattre attribue les découvertes à « un sanctuaire consacré au culte de Sérapis ». En 1884 paraît l'ouvrage de Sainte-Marie, Mission à Carthage,. En 1889, Marchant donne une grande partie de sa collection au musée du Louvre. Le fils de Marchant donne au musée du Bardo les éléments que son père avait conservés.
En 1893-1894, un ex-voto est retrouvé et intègre le musée national de Carthage. Delattre fouille dans le secteur la nécropole de Douïmès en 1896. Auguste Audollent étudie les découvertes dans son ouvrage Carthage romaine en 1901.
Le site est bouleversé par la construction de la ligne du TGM peu avant 1907 et un remblai « de près de 7 m ». Si les vestiges découverts par Sainte-Marie disparaissent alors, une tête monumentale de Sérapis est découverte.
En 1909, Stéphane Gsell date le complexe du IIe siècle du fait du style des sculptures découvertes, sans précision, et cette datation est acceptée jusqu'aux années 1980.
La campagne de l'Unesco visant à la sauvegarde de Carthage permet de reprendre les travaux de façon méthodique.
La construction d'une villa au 77 de l'avenue Habib-Bourguiba livre en 1980 les vestiges d'une cour dallée et les traces d'une cella, mais les investigations s'arrêtent là. Le site n'est pas concerné par les fouillées menées par l'équipe internationale de la campagne de l'Unesco menée dans les années 1970. Une base avec l'inscription « Isi et Serapi » est découverte un peu avant 1990 in situ. Le site est localisé non loin du TGM. Une cour dallée est retrouvée non loin de l'ex-voto.
Les recherches récentes sur le sujet débutent avec les fouilles sous-marines entreprises dans la rade de Toulon sur le site du naufrage du Magenta, coulé à la suite d'une explosion provoquée par un incendie en 1875. Les fouilles durent quatre campagnes et des éléments d'une statue romaine de Sabine sont retrouvés en mai 1995.

## Architecture

### Description
Les sanctuaires isiaques datables des Antonins avaient une surface de 350 m2 à 450 m2 pour un temple vaste de 60 m2 à 100 m2.
À Carthage, on trouvait deux temples isiaques : un serapeum et un iseum dont les cella ont été identifiées. Une dédicace « Isi et Serapi » a été retrouvée.
Le serapeum a sans doute intégré de la voie publique. Dans une hypothèse, quatre lots de module d'insula (chaque module mesurant 17,64 m sur 17,64 m, soit 311 m2), ont peut-être constitué la superficie du sanctuaire qui aurait occupé 1 244 m2, une surface équivalente occupée par le sanctuaire de la divinité à Sabratha. Une autre hypothèse pourrait évoquer une surface de deux lots (622 m2).

## Mobilier
Les fouilles de Sainte-Marie livrent des éléments de statues et des ex-votos. Jean-Pierre Laporte en reconstitue le catalogue à partir de recherches dans les institutions culturelles abritant les objets. Le mobilier archéologique a été placé dans quatre musées et a parfois transité par des collections privées.

### Inscriptions
- Fragment avec dédicace à Sarapis Neptune, Alger, inv. I.S.282, marbre[A 24] :
  - Sarapis est « divinité protectrice de la navigation et du commerce maritime ». L'œuvre est datée du IIe siècle[A 25].
- Base de statue avec dédicace au dieu Canope, Alger, inv. 213 I.S.284, marbre :
  - L'œuvre est mutilée. L'inscription est en grec. L'œuvre est datée du IIe siècle[A 26].
- Cippe avec dédicace à Sarapis deus maximus, Alger, inv. 210 I.S.368, marbre blanc :
  - L'inscription est en grec et évoque un dédicant appelé Sarapiacus. L'œuvre est datée du IIe siècle[A 27].
- Colonnette avec dédicace à Zeus Hélios grand Sarapis, Alger, inv. 209 I.S.283, marbre blanc :
  - L'inscription est en grec et le dédicant est citoyen romain. L'œuvre est datée du IIe siècle[A 28].
- Fragment de colonnette avec dédicace, Alger, mais réputée perdue[A 29].
- Buste de Manéthon, inv. I.S.488, marbre blanc :
  - Le buste a perdu la tête et l'épaule. L'œuvre représentant Manéthon, dont c'est « la seule représentation connue », est datée du IIe siècle[A 30].
- Fragment de cynocéphale avec dédicace latine à Sarapis Auguste, Paris, inv. Ma 1837, marbre noir :
  - La tête de l'œuvre a été dégradée de manière volontaire[A 31].
- Petit autel avec dédicace grecque à Zeus Hélios grand Sarapis panthée, Paris, inv. Ma 1736, marbre blanc :
  - Le qualificatif pantheus est lié à l'« omnipotence de Sarapis », selon une expression répandue à Alexandrie au IIe siècle et IIIe siècle. L'œuvre est datée du IIe siècle[A 32].
- Fragment de statue avec dédicace de Ti. Claudius Hélis, Paris, inv. Ma 1866, marbre blanc[A 33].
- Fragments de stèle avec mention d'un pontifex, Le Bardo, marbre blanc[A 34].
- Fragment de dédicace d'autel peut-être dédié à Minerve, Alger, inv. I.S.490[A 35].
- Fragment d'ex-voto, musée national de Carthage, inv. 838 bis[A 36].
- Brique avec estampille provenant des alentours de Rome, CIL 08, 22632, perdue :
  - L'estampille a pu être datée entre 115 et 161 mais certains spécialistes la datent vers 130[A 37].
- Base avec dédicace bilingue latine et grecque à Isis et Sarapis, trouvée lors de la construction d'une villa au 77 de l'avenue Bourguiba, lieu probable de l'Iseum :
  - L'œuvre est datée de la seconde moitié du IIe siècle[A 38].

### Statues

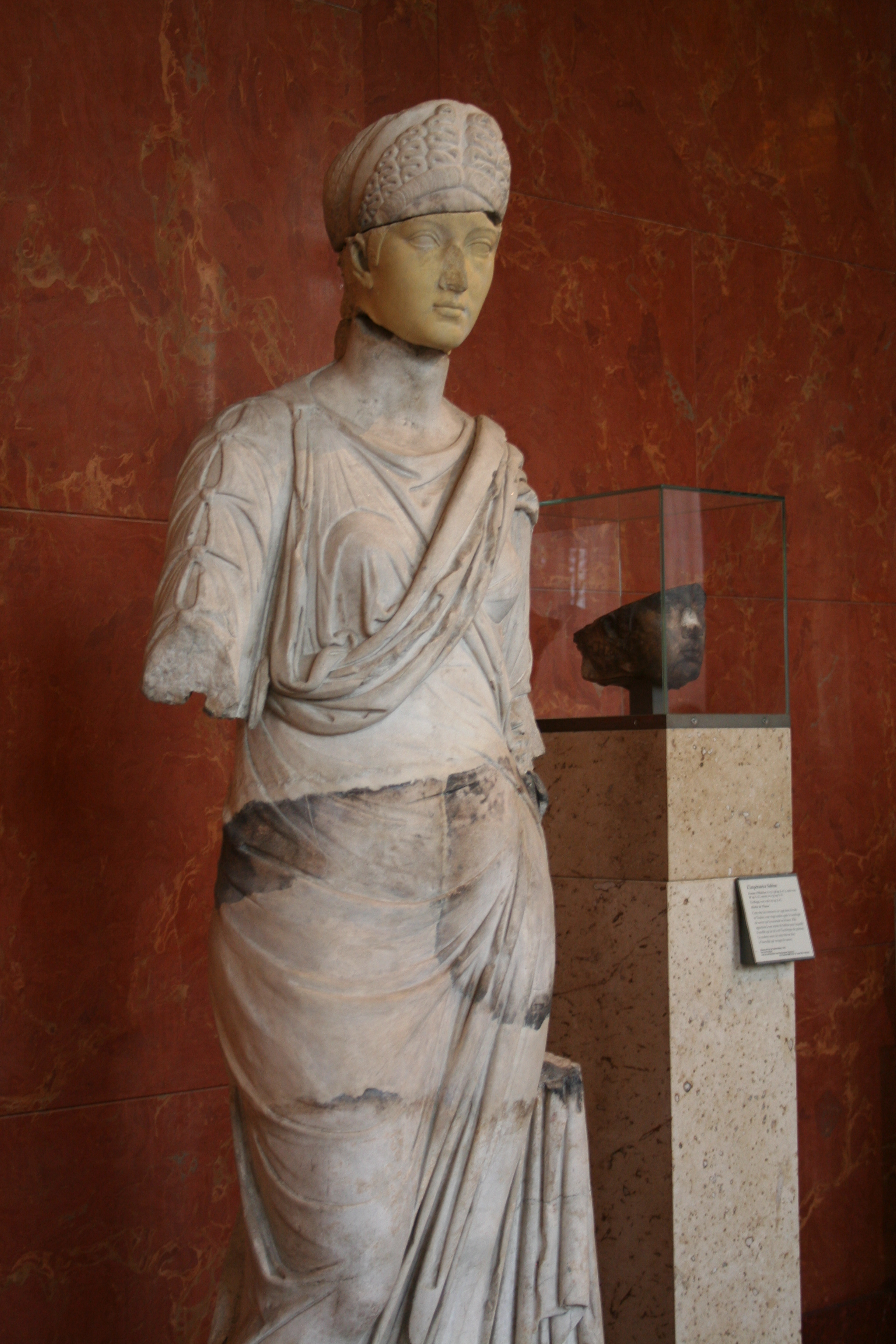
Statue de Sabine de la fouille Pricot de Sainte Marie, détruite lors du naufrage, en 2008. À droite, le visage retrouvé en 1995 (0,185 m de haut, 0,15 m de large et 0,25 m de profondeur) et non remis en place à cette date car noirci par l'incendie. Numéros d'inventaire Ma 1683 et Ma 1756.

- Tête monumentale de Sérapis[A 11] de marbre, haute de 0,62 m et conservée au musée du Louvre, inventaire Ma 1830, « presque intacte »[A 39]. Des traces de couleur rouge sont présentes[A 40]. La divinité porte un calathos pourvu d'un décor de branches d'olivier et d'épis, « les deux principaux produits de la région carthaginoise ». L'œuvre est datée entre 150 et 175 ou de la dynastie sévère[A 41].
- Tête de Sérapis en ronde bosse trouvée en 1874 et conservée à Alger, inventaire I.S. 372. Marbre, hauteur 0,34 m. Mutilée, l’œuvre datée du troisième quart du IIe siècle conserve les traces de l'insertion d'un calathos[A 41].
- Statue de l'impératrice Sabine[A 11],[B 2], musée du Louvre, inventaire Ma 1683, Ma 1756, Ma 1756bis[A 42] :
  - La statue est en marbre de Thasos, du cap Vathy, et mesure 1,87 m[A 42].
  - L'œuvre est découverte en fragments en 1874. Les avant-bras sont manquants ainsi que d'autres fragments. Le sujet se tient la jambe droite fléchie et porte deux tuniques, un chiton et un peplos, et un manteau (himation)[A 42].
  - La statue est envoyée en France sur le Magenta qui explose dans le port de Toulon. Le corps de l'œuvre est retrouvé mais la tête est manquante[A 42]. Elle est retrouvée finalement dans les fouilles menées sur le site dans les années 1990[B 1]. La statue est restaurée[A 42]. La statue est datée traditionnellement de 121-125 mais Kate de Kersauson propose 128 et rapproche l'œuvre de celles de la période hellénistique[A 43]. La représentation proche de celle de korè serait un lien avec l'initiation aux Mystères d'Éleusis, Sérapis ayant selon Kate de Kersauson un « double rôle agraire et chtonien »[A 43]. Une main tenant des capsules de pavot conservée à Alger est peut-être à lier à l'œuvre du fait de la représentation en Cérès[A 44]. Les statues du couple impérial auraient donc été placées dans le temple avant 130[A 17].
- Cynocéphale de marbre noir[A 11],[B 2].
- Tête d'Hadrien (musée d'Alger)[B 2], inv. I.S. 375[A 45] :
  - Elle est datée de 127-128[A 17]. La tête, d'« un hiératisme froid », est munie d'une couronne de lauriers. La représentation est peut-être liée à une visite de l'empereur en Afrique en 128 et due à un atelier africain. La statue mesurait peut-être environ 2 m. La statue est datée du deuxième quart du IIe siècle[A 46].
- Tête d'Hadrien (musée du Louvre)[B 2].
- Mosaïque (musée de Carthage)[B 1].
- Lampes isiaques (musée national du Bardo)[A 13].
- Fragment de statue masculine, musée d'Alger, inv. I.S. 017[A 46].
- Fragment de statue, musée d'Alger, inv. I.S. 377, qui est peut-être à lier à la tête d'Hadrien. Le torse a peut-être également été retrouvé[A 47].
- Tête de divinité barbue, musée d'Alger, inv. I. S. 373. La tête, en grès et haute de 0,28 m, est brisée. C'est peut-être une œuvre inachevée[A 48].

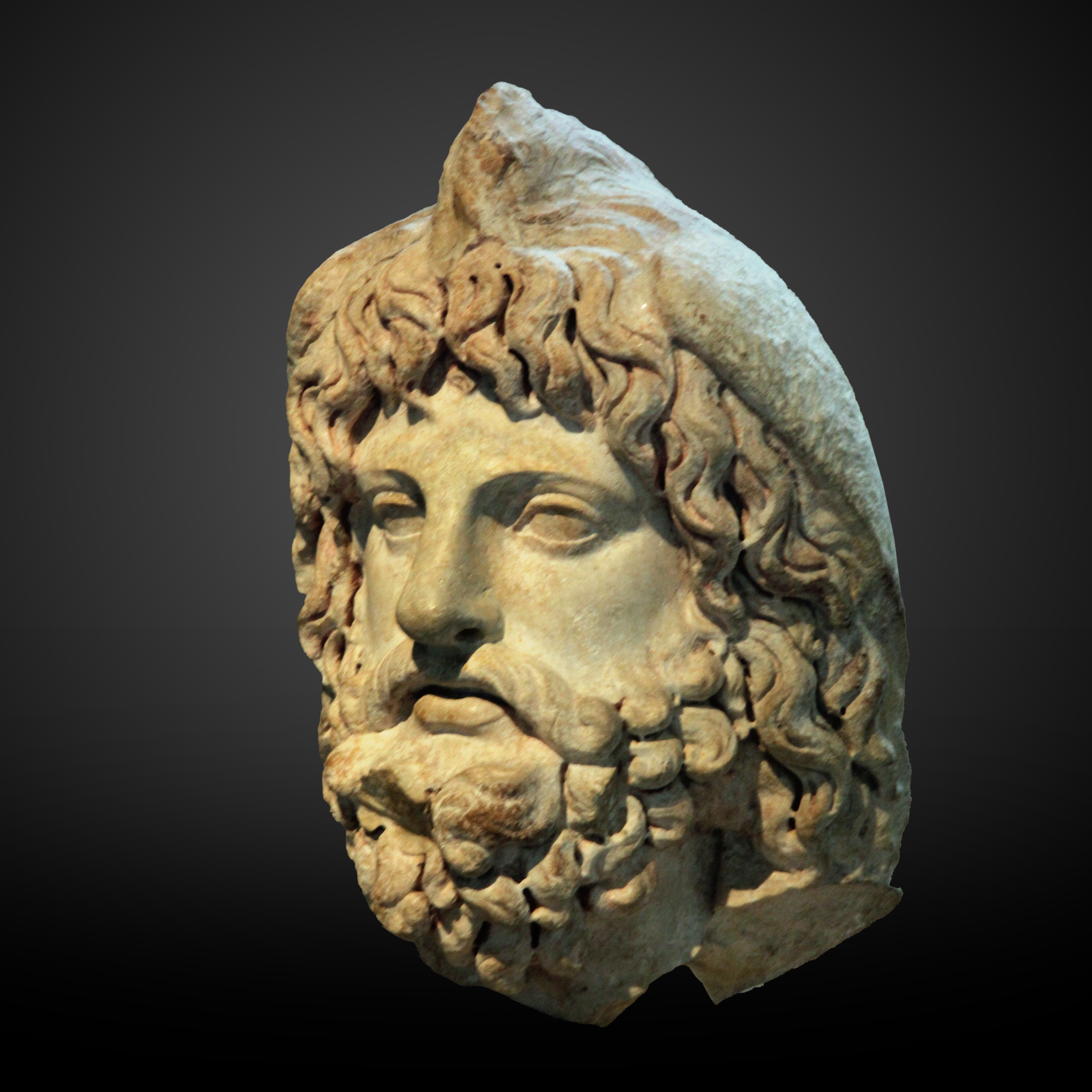
Tête de Sérapis coiffée d'une dépouille d'oiseau.

- « Tête de Sérapis coiffée d'une dépouille d'oiseau », marbre blanc, musée du Louvre, AO 1027. 0,41 m de haut sur 0,29 m de large. L’œuvre a été découverte en 1880. Le cou et la tête de l'oiseau ont disparu. Cette représentation de Sérapis est « unique à ce jour ». Elle est datée de la première moitié du IIe siècle, peut-être de l'époque d'Hadrien[A 48].
- Sérapis sur un trône, musée du Louvre, Ma 1725, Ma 3591. Statuette haute de 0,29 m sur 0,18 m de large découverte vers 1880. La statuette a perdu nombre de ses parties, la divinité sur le trône est accompagnée d'un animal, Cerbère. Elle avait le bras gauche muni d'un sceptre et le bras droit tourné vers l'animal. L’œuvre a parfois été identifiée comme une Cybèle accompagnée d'un lion  [A 49].
- Pied monumental d'homme avec une sandale, musée d'Alger, I.S. 366, haut de 0,28 m et longue de 0,68 m, marbre et « traces de couleur rouge ». La statue représentait peut-être une divinité assise[A 50].

## Interprétation
La découverte de représentations du couple impérial est « exceptionnelle ».

#### Ouvrages généraux
- Fabrice Douar, Jean-Luc Martinez et Florence Dinet, L'archéologie en bulles : exposition de la Petite Galerie présentée à Paris au Musée du Louvre du 26 septembre 2018 au 1er juillet 2019, Paris, Musée du Louvre/Éditions du Seuil, 2018, 188 p. (ISBN 978-2-02-139566-2). .
- Jean-Louis Podvin, « Les cultes isiaques en Afrique sous l'Empire romain », dans Bernadette Cabouret (dir.), L'Afrique romaine de 69 à 439, Nantes, Éditions du Temps, 2005 (ISBN 978-2842743260, lire en ligne), p. 213-228.

#### Ouvrages sur le site ou l'édifice
- Hélène Bénichou-Safar, « Les stèles dites de "Sainte-Marie" à Carthage », dans Studia Phoenicia X, Louvain, Peeters, coll. « Orientalia Lovaniensia Analecta » (no 33), 1989 (ISBN 90-6831-219-7), p. 353-364.
- Azedine Beschaouch, « Topographie de Carthage romaine : sur la localisation du temple d'Isis (information) », CRAI, vol. 135, no 2,‎ 1991, p. 323-330 (lire en ligne, consulté le 22 novembre 2022). .
- Abdelmajid Ennabli, Carthage : les travaux et les jours, Paris, CNRS Éditions, 2020, 493 p. (ISBN 978-2-271-13115-7). .
- M'hamed Hassine Fantar, De Carthage à Kairouan : 2 000 ans d'art et d'histoire en Tunisie, Paris, Agence française d'action artistique, 1982, 280 p. (ISBN 2865450155).
- Max Guérout, Jean-Pierre Laporte et Hélène Bénichou-Safar, Le Magenta : du naufrage à la redécouverte (1875-1995), sur les traces des empires engloutis, Paris, CNRS Éditions, 2018, 311 p. (ISBN 978-2-271-09338-7 et 2-271-09338-4).
- Kate de Kersauson, « La Sabine « Pricot de Sainte Marie » », Revue du Louvre, Revue des musées de France, no 2,‎ 1997, p. 27-35 (ISSN 1962-4271).
- Serge Lancel, « La fouille de l'épave du Magenta et le sauvetage de sa cargaison archéologique », CRAI, vol. 139, no 3,‎ 1995, p. 813-816 (lire en ligne, consulté le 22 novembre 2022).
- Jean-Pierre Laporte, « Une tête de l'Impératrice Sabine découverte dans le port de Toulon », Bulletin de la Société nationale des antiquaires de France,‎ 1995, p. 410-414 (ISSN 0081-1181, lire en ligne, consulté le 22 janvier 2023).
- Jean-Pierre Laporte, « Carthage : les stèles Sainte-Marie », Bulletin de la Société nationale des antiquaires de France,‎ 1999, p. 133-146 (ISSN 0081-1181, lire en ligne, consulté le 22 janvier 2023).
- Jean-Pierre Laporte et Laurent Bricault, Le Serapeum de Carthage, Bordeaux, Ausonius, 2020, 119 p. (ISBN 978-2-356-13321-2).